# Whatever (singel Godsmacka)
Whatever – pierwszy w karierze singel amerykańskiego zespołu muzycznego Godsmack, nagrany i wydany w lutym 1998 roku w następstwie sukcesu, jakim w rodzinnych stronach zespołu, Bostonie i okolicach, cieszył się All Wound Up, wydany rok wcześniej lokalnie w niskim nakładzie faktycznie pierwszy album studyjny zespołu. Sukces albumu w dużej mierze spowodowany był przez częste puszczanie na antenie lokalnej stacji radiowej WAAF (FM) pochodzącego z niego utworu „Keep Away”, a po wydaniu singla z utworem „Whatever” to właśnie on stał się nowym ulubieńcem WAAF (FM), przyczyniając się do zwiększenia sprzedaży All Wound Up. Nieobecny na dwóch pierwszych tłoczeniach albumu z 1997 roku „Whatever” został dodany do ostatnich tłoczeń, trzeciego i czwartego z 1998 roku, przy czym w tłoczeniu trzecim znajdował się na osobnym CD. „Whatever” nagrano z udziałem perkusisty Joego D’Arco, który w 1997 roku zastąpił oryginalnego bębniarza grupy, Tommy’ego Stewarta.
Po tym jak latem 1998 roku Godsmack podpisał kontrakt z dużą komercyjną wytwórnią Universal/Republic Records i pod jej skrzydłami 25 sierpnia 1998 roku wydał ogólnokrajowo zremasterowaną i zmienioną pod względem tracklisty oraz oprawy graficznej wersję All Wound Up, nazwaną tak samo jak zespół, „Whatever” wkrótce potem został wydany przez Republic Records jako pierwszy z w sumie czterech singli promujących to wydawnictwo. W tym samym roku do utworu powstał teledysk wyreżyserowany przez Michaela Alperowitza.

## Tytuł i znaczenie tekstu
Początkowo utwór nie miał tytułu. Gdy pewnej nocy zespół postanowił zamieścić go na swojej liście utworów, zaistniała potrzeba wymyślenia tytułu „w locie”. Wówczas Sully Erna, wokalista i lider zespołu Godsmack, podpisał utwór jako „Whatever” (pol. „cokolwiek”) i nigdy później nazwy tej nie zmieniono.

Na temat znaczenia tekstu utworu Tony Rombola, wieloletni gitarzysta Godsmacka, w jednym z wywiadów wypowiedział się następująco: 

To odpowiedź Sully’ego dla jego dziewczyny, gdy przechodziliśmy przez całą tę walkę między próbami pięć nocy w tygodniu, graniem w weekendy i staraniami o utrzymanie swoich związków w tym samym czasie. Naprawdę zaczynaliśmy wtedy cieszyć się powodzeniem, a trudno jest przechodzić przez związek z dziewczyną i mieć zespół, który zajmuje cały twój czas, a do tego pracowaliśmy na normalnych etatach, więc prawdopodobnie oni mieli dla siebie 10 minut dziennie.

{{Cytat}} Nieprawidłowe/puste pola: "styl".

## Odbiór
„Whatever” ustanowił rekord najdłużej trwającego utworu na liście przebojów Active Rock Top 10, na której spędził 33 tygodnie. W 1999 roku zdobył nagrodę w kategorii Single of the Year na gali Boston Music Awards.
W lipcu 2019 roku magazyn Spin umieścił utwór na 55. miejscu swojej listy 69 najlepszych piosenek rocka alternatywnego 1999 roku (The 69 Best Alternative Rock Songs of 1999).

## Lista utworów
Opracowano na podstawie materiału źródłowego.
| Nr | Tytuł utworu               | Długość |
| -- | -------------------------- | ------- |
| 1. | „Whatever (Clean Version)” | 3:25    |
| 2. | „Whatever (LP Version)”    | 3:25    |
|    |                            | 6:50    |

## Notowania na listach przebojów
Notowania tygodniowe
| Lista (1998–1999)                                      | Pozycja |
| ------------------------------------------------------ | ------- |
| Stany Zjednoczone (Bubbling Under Hot 100 (Billboard)) | 16      |
| Stany Zjednoczone (Mainstream Rock (Billboard))        | 7       |
| Stany Zjednoczone (Modern Rock Tracks (Billboard))     | 19      |